# Casey Dunning
Pas d'image ? Cliquez ici

a Compétitions nationales et continentales officielles uniquement.

b Matchs officiels uniquement.
Dernière mise à jour le 7 mai 2023.
Casey Dunning, né le 18 juin 1980 à Calgary, est un joueur de rugby à XV canadien, évoluant au poste de pilier pour l'équipe nationale du Canada.

## Biographie
Casey Dunning est le frère cadet du pilier international australien Matt Dunning.

## Carrière

### En équipe nationale
Casey Dunning a fait ses débuts le 19 juin 2005 contre l'Angleterre B.

## Statistiques en équipe nationale
- 5 sélections en équipe du Canada
- Nombre de sélections par année : 5 en 2005